# Kavachi
Der Kavachi ist ein Vulkan im New-Georgia-Archipel und zählt somit administrativ zur Provinz Western des melanesischen Inselstaates Salomonen. Er liegt in der Salomonensee, etwa 28 Kilometer südlich der Insel Vangunu, und sein Gipfel befindet sich zur Zeit knapp 20 Meter unterhalb des Meeresspiegels – momentan ist er also als submariner Vulkan anzusprechen. Er entstand als Teil eines Inselbogens infolge der Subduktion der kleinen Woodlark-Platte (einer Mikroplatte) unter die Pazifische Platte und gehört zum pazifischen Feuerring. Man benannte ihn nach einem Meeresgott der Ureinwohner von Vangunu und Gatokae. Manchmal wird er auch als Rejo te Kavachi (de.: „Kavachis Ofen“) bezeichnet. Im Mai 2000 wurden die Koordinaten des Kavachi – der als einer der aktivsten submarinen Vulkane im südwestlichen Pazifischen Ozean gilt – durch ein internationales Wissenschaftlerteam an Bord des CSIRO-Forschungsschiffs Franklin erstmals exakt bestimmt. Dabei stellte sich heraus, dass der Vulkan seit den letzten Untersuchungen 1984 rasant gewachsen war.
Der Kavachi wuchs zunächst als nahezu konischer submariner Vulkan aus einer Meerestiefe von etwa 1,15 Kilometern empor und durchbrach Ende April 1939 im Zuge surtseyanischer Eruptionen die Wasseroberfläche. Bereits zuvor hatten die Einwohner der Inseln Vangunu und Gatokae von „Feuer auf dem Wasser“ berichtet, was auf frühere Aktivitäten hindeuten könnte. Seither produzierte er mehrere Inseln, von denen einige eine Höhe von 20 Metern und eine Länge von einem Kilometer erreichten. Diese Eilande waren jedoch alle sehr kurzlebig und wurden stets wieder rasch von der Brandung erodiert. Durch den direkten Kontakt mit Wasser sind die Eruptionen des Kavachi in der Regel von massiven phreatomagmatischen Explosionen begleitet. Gefördert werden basaltisch-andesitische Laven und auf den Inseln konnten auch Lavaströme beobachtet werden. Ein Ausbruch im Jahr 1951 löste einen kleinen Tsunami aus.
Obwohl die Gewässer um und in dem Krater extrem heiß und sauer sind, fanden Forscher der University of Queensland dort Hammerhaie und Seidenhaie.